# Nhà thờ Chúa Ba Ngôi ở Chtelnica
Nhà thờ Chúa Ba Ngôi ở Chtelnica (tiếng Slovakia: Kostol Najsvätejšej Trojice v Chtelnica) là một nhà thờ Công giáo La Mã tọa lạc ở làng Chtelnica, vùng Trnava, Slovakia. Vào ngày 17 tháng 9 năm 1963, nhà thờ này được ghi danh vào Danh sách Di tích Trung ương theo quyết định của Bộ Văn hóa Cộng hòa Slovakia.

## Lịch sử
Công cuộc xây dựng nhà thờ Chúa Ba Ngôi ở Chtelnica bắt đầu vào ngày 6 tháng 5 năm 1794. Tòa nhà hoàn thành vào năm 1800. Lễ khánh thành nhà thờ diễn ra vào ngày 21 tháng 6 năm 1801.

## Miêu tả
Nhà thờ này cao 46 mét. Cây Thánh giá trên tháp chuông của nhà thờ cao 4 mét. Chiều dài của nhà thờ khoảng 45 mét, chiều rộng 14 mét. Tháp chuông rộng 3,9 mét. Hiện còn 3 quả chuông bên trong tòa tháp chuông của nhà thờ. Quả chuông lớn nhất nặng 750 kg, trên chuông có dòng chữ: "Lạy Thiên Chúa Ba Ngôi, xin thương xót chúng con." Quả chuông thứ hai nặng 550 kg và là chiếc mới nhất, mang dòng chữ: "Lạy Thánh Charles Borromeo, xin cầu cho chúng con." Quả chuông nhỏ nhất nặng 300 kg, có dòng chữ: "Lạy Đức Trinh Nữ Maria, xin cầu cho chúng con". Chính giữa nhà thờ này là một bàn thờ bằng đá cẩm thạch.